# Gay-Lussac (cráter)

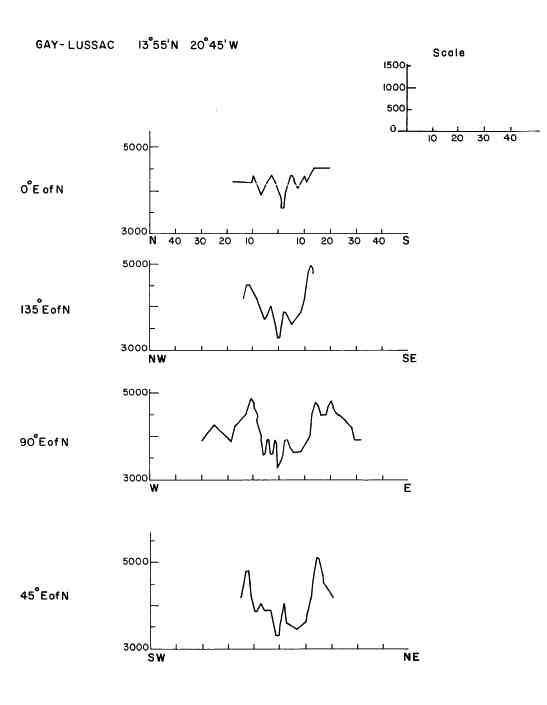
Perfiles transversales de Gay-Lussac

Gay-Lussac es un cráter de impacto lunar situado al norte del prominente cráter Copernicus, en las estribaciones meridionales de la cordillera denominada Montes Carpatus. El brocal del cráter aparece ligeramente distorsionado, aunque con forma generalmente circular. El suelo interior es plano pero rugoso, sin un pico central. Presenta un par de pequeñas depresiones producidas por impactos posteriores en el lugar que podría corresponder a un pico central. El cráter asociado Gay-Lussac A está casi unido al borde suroriental.
|  |

Al suroeste se encuentra un amplio cañón denominado Rima Gay-Lussac, una formación casi lineal con tramos curvos en sus extremos y unos 40 km de longitud con rumbo suroeste-noreste.

## Cráteres satélite
Por convención estos elementos son identificados en los mapas lunares poniendo la letra en el lado del punto medio del cráter que está más cerca de Gay-Lussac.
|            | \| Gay-Lussac \| Coordenadas \| Diámetro \| \| ---------- \| ----------------------------- \| -------- \| \| A \| 13°12′N 20°24′O / 13.2, -20.4 \| 15 km \| \| B \| 16°12′N 21°06′O / 16.2, -21.1 \| 3 km \| \| C \| 15°24′N 22°30′O / 15.4, -22.5 \| 5 km \| \| D \| 14°36′N 21°00′O / 14.6, -21.0 \| 5 km \| \| F \| 14°00′N 19°36′O / 14.0, -19.6 \| 5 km \| \| G \| 13°48′N 18°54′O / 13.8, -18.9 \| 5 km \| \| H \| 13°24′N 23°12′O / 13.4, -23.2 \| 5 km \| \| J \| 11°42′N 21°42′O / 11.7, -21.7 \| 3 km \| \| N \| 12°36′N 20°54′O / 12.6, -20.9 \| 2 km \| |          |
| Gay-Lussac | Coordenadas | Diámetro |
| A          | 13°12′N 20°24′O / 13.2, -20.4 | 15 km    |
| B          | 16°12′N 21°06′O / 16.2, -21.1 | 3 km     |
| C          | 15°24′N 22°30′O / 15.4, -22.5 | 5 km     |
| D          | 14°36′N 21°00′O / 14.6, -21.0 | 5 km     |
| F          | 14°00′N 19°36′O / 14.0, -19.6 | 5 km     |
| G          | 13°48′N 18°54′O / 13.8, -18.9 | 5 km     |
| H          | 13°24′N 23°12′O / 13.4, -23.2 | 5 km     |
| J          | 11°42′N 21°42′O / 11.7, -21.7 | 3 km     |
| N          | 12°36′N 20°54′O / 12.6, -20.9 | 2 km     |